# Auslandstrennungsgeldverordnung
Die Auslandstrennungsgeldverordnung (ATGV) der Bundesrepublik Deutschland ist eine Rechtsverordnung, die die Zahlung von Auslandstrennungsgeld für Besoldungsempfänger des Bundes regelt.

## Inhalt
Diese ATGV regelt die bei grenzüberschreitenden dienstlichen Maßnahmen erforderlichen Abweichungen von den allgemein für Bundesbedienstete geltenden Vorschriften über die Gewährung von Trennungsgeld. (§ 1 ATGV)
Auslandstrennungsgeld wird z. B. aus Anlass von Umsetzungen, Abordnungen, Kommandierungen, Versetzungen vom Inland ins Ausland, im Ausland und vom Ausland ins Inland gewährt. (§ 2 Abs. 1 ATGV)
Mit dem AGTV werden notwendige Auslagen für getrennte Haushaltsführung  an einen anderen als den bisherigen Dienst- oder Wohnort unter Berücksichtigung der häuslichen Ersparnis erstattet und die durch sie entstehenden materiellen und immateriellen Belastungen abgegolten. (§ 2 Abs. 2 ATGV)
Berechtigt sind Bundesbeamte, Richter im Bundesdienst, Berufssoldaten, Soldaten auf Zeit einschließlich in den Bundesdienst abgeordnete Beamte und Richter, aber keine Ehrenbeamten und ehrenamtliche Richter. (§ 3 Abs. 1 ATGV) 
ATGV werden gewährt in Form von Auslandstrennungstagegeld (§ 7  ATGV), Auslandstrennungsübernachtungsgeld (§ 8 ATGV), Abgeltung auslandstrennungsbedingten Mehraufwands (§ 9 ATGV) Entschädigung bei täglicher Rückkehr zum Wohnort (§ 11 Abs. 1 ATGV), Entschädigung, wenn am neuen Dienstort keine Auslandsdienstbezüge gezahlt werden (§ 12 Abs. 7 ATGV), Entschädigung im Einzelfall aus Sicherheitsgründen oder wegen anderer außergewöhnlicher Verhältnisse im Ausland (§ 12 Abs. 8 ATGV) und als Reisebeihilfen für Heimfahrten (§ 13 ATGV).
Das ATGV wird auf Antrag gewährt, der nur innerhalb einer Ausschlussfrist von einem Jahr gestellt werden kann. (§ 15 Abs. 1 ATGV)

## Ähnliche Vorschriften
Trennungsgeld nach der Trennungsgeldverordnung (TGV) steht zu bei Versetzungen, versetzungsgleichen Maßnahmen und Abordnungen im Inland.

## Geschichte
Die neue Auslandstrennungsgeldverordnung hat die Verordnung vom 4. Mai 1991 in der Fassung der Bekanntmachung vom 22. Januar 1998 (BGBl. 1998 I S. 189), die zuletzt durch Artikel 35 des Gesetzes vom 29. März 2017 (BGBl. 2018 I S. 626) geändert worden ist, ersetzt. Die Regelungen der ehemaligen „Richtlinie über die Bezahlung einer Aufwandsentschädigung an Bundesbeamte in Fällen dienstlich veranlasster doppelter Haushaltsführung bei Versetzungen, Abordnungen und Kommandierungen vom Inalnd in das Ausland, im Ausland und vom Ausland in das Inland“ (AER) wurden in die neue ATGV integriert.